# Villarroya de los Pinares
Villarroya de los Pinares is een gemeente in de Spaanse provincie Teruel in de regio Aragón met een oppervlakte van 66,41 km². Villarroya de los Pinares telt 160 inwoners (1 januari 2016).

## Demografische ontwikkeling

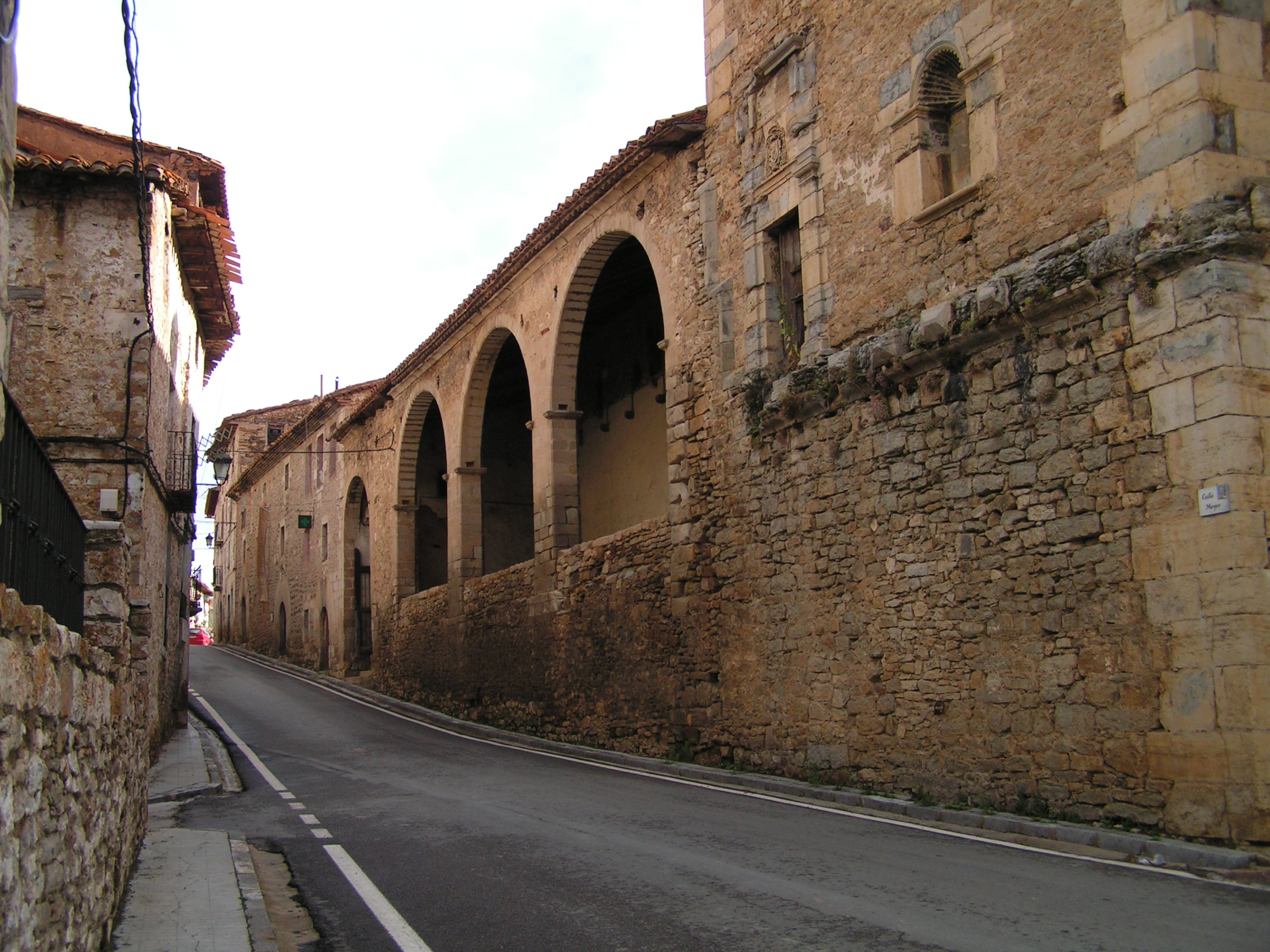
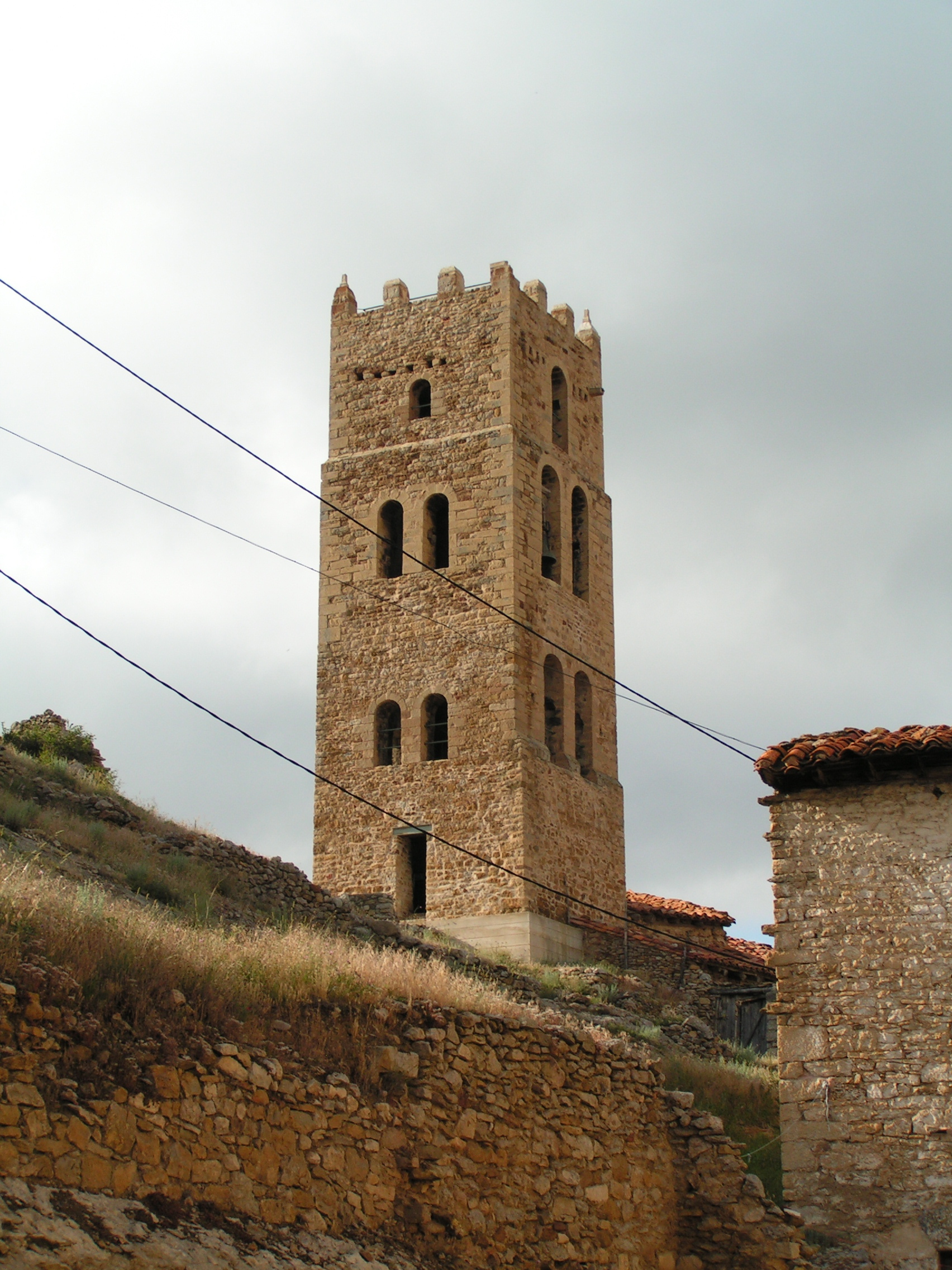
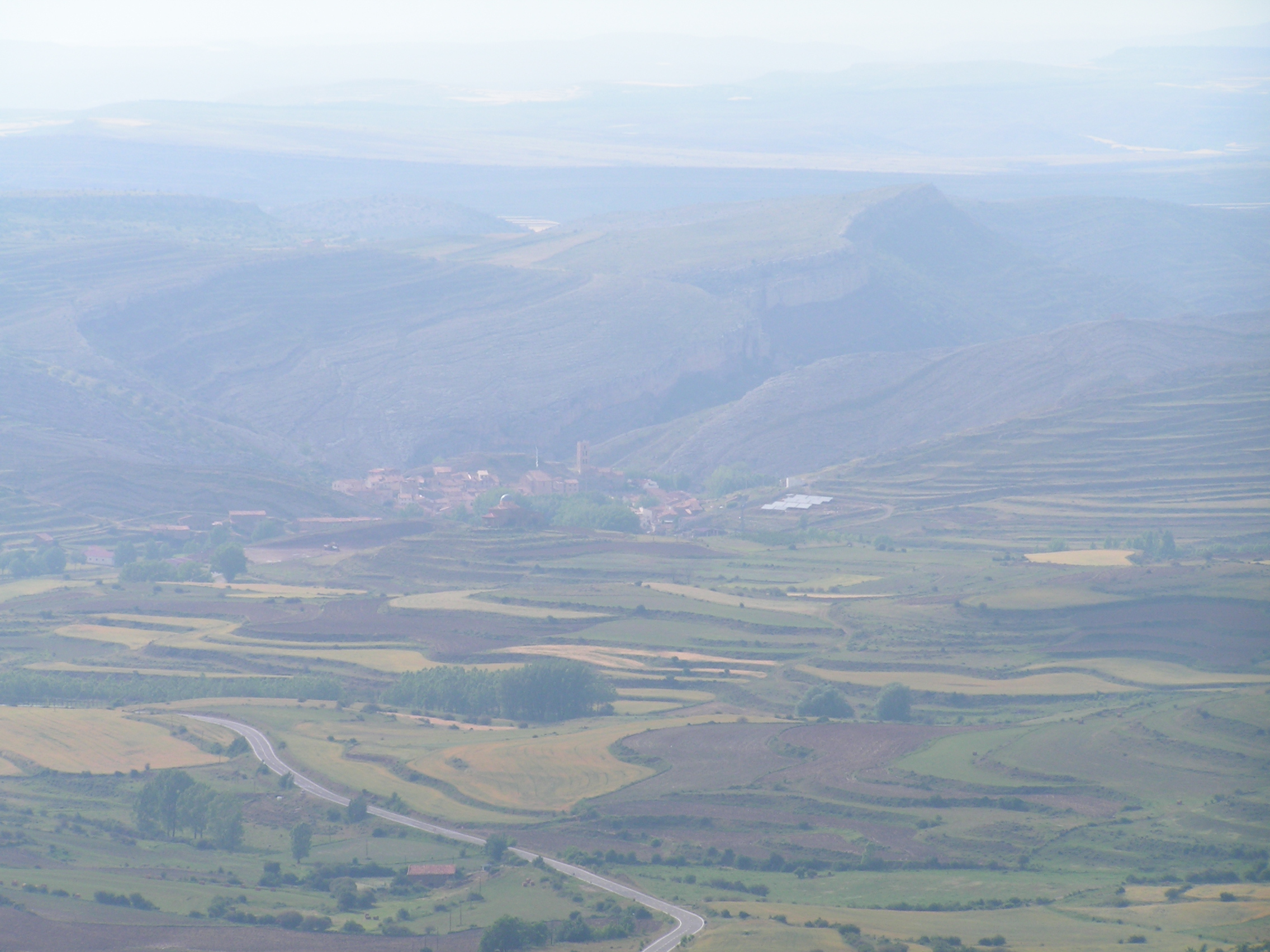

Bron: INE, 1857-2011: volkstellingen